# You Better Move On (album)
| Recensione | Giudizio |
| ---------- | -------- |
| AllMusic   | [ 3 ]    |

You Better Move On è il primo album discografico del cantante statunitense Arthur Alexander, pubblicato dall'etichetta discografica Dot Records nel maggio 1962.

## Tracce

### LP
Lato A
1. You Better Move On – 2:44 (Arthur Alexander)
2. Love Letters – 2:27 (Edward Heyman, Victor Young)
3. Hey! Baby! – 2:21 (Margaret Cobb, Bruce Channel)
4. Funny How Time Slips Away – 2:45 (Willie Nelson)
5. Young World – 2:12 (Jerry Fuller)
6. A Thousand Stars – 2:57 (Gene Pearson)

Lato B
1. A Hundred Pounds of Clay – 2:23 (Bob Elgin, Luther Dixon, Kay Rogers)
2. Lover, Please – 1:58 (Bill Swan)
3. Love Me Warm and Tender – 2:04 (Paul Anka)
4. The Wanderer – 2:32 (Ernie Maresca)
5. Don't Break the Heart That Loves You – 2:24 (Benny Davis, Murray Mencher)
6. You're the Reason – 2:24 (Bobby Edwards, Mildred Imes, Terry Fell, Fred Henley)

### CD
Edizione CD del 1993, pubblicato dalla MCA Records (MCD 30493)
1. You Better Move On (LP Version) – 2:32 (Arthur Alexander)
2. Love Letters – 2:27 (Edward Heyman, Victor Young)
3. Hey! Baby! – 2:11 (Margaret Cobb, Bruce Channel)
4. Funny How Time Slips Away – 2:46 (Willie Nelson)
5. Young World – 2:12 (Jerry Fuller)
6. A Thousand Stars – 2:56 (Gene Pearson)
7. A Hundred Pounds of Clay – 2:23 (Bob Elgin, Luther Dixon, Kay Rogers)
8. Lover, Please Come Back – 1:57 (Billy Swan)
9. Love Me Warm and Tender – 2:02 (Paul Anka)
10. The Wanderer – 2:27 (Ernie Maresca)
11. Don't Break the Heart That Loves You – 2:40 (Benny Davis, Murray Mencher)
12. You're the Reason – 2:25 (Bobby Edwards, Mildred Imes, Terry Fell, Fred Henley)
13. Anna (Go to Him) – 2:50 (Arthur Alexander) – Traccia bonus - Registrato nel maggio 1962 a Nashville, Tennessee
14. A Shot of Rhythm & Blues – 1:56 (Terry Thompson) – Traccia bonus - Registrato (circa) fine novembre 1961 a Muscle Shoals, Alabama
15. Go Home Girl – 2:18 (Arthur Alexander) – Traccia bonus - Registrato (circa) novembre 1962 a Nashville, Tennessee
16. Soldier of Love – 2:16 (Buzz Cason, Tony Moon) – Traccia bonus - Registrato nel marzo 1962 a Nashville, Tennessee
17. Dream Girl – 2:33 (Jan Crutchfield, Jerry Crutchfield) – Traccia bonus - Registrato (circa) novembre 1962 a Nashville, Tennessee
18. You Don't Care – 2:31 (Herb Ryals, Jerry Willis) – Traccia bonus - Registrato (circa) aprile 1965 a Nashville, Tennessee
19. Black Night – 2:12 (Jessie Mae Robinson) – Traccia bonus - Registrato (circa) marzo 1964 a Nashville, Tennessee
20. You Better Move On (Single Version) – 2:43 (Arthur Alexander) – Traccia bonus - Registrato (circa) fine novembre 1961 a Muscle Shoals, Alabama

## Musicisti
- Arthur Alexander - voce
- Boots Randolph - sassofono
- Altri musicisti sconosciuti

## Produzione
- Noel Ball - produttore
- Jim Hall - arrangiamenti
- Tommy Strong - ingegneri delle registrazioni[4][5]

## Classifica
Singoli
| Anno | Titolo del brano   | Classifica            | Posizione raggiunta |
| ---- | ------------------ | --------------------- | ------------------- |
| 1962 | You Better Move On | Billboard Hot 100     | 24                  |
| 1962 | Anna (Go to Him)   | Billboard Hot 100     | 68                  |
| 1962 | Anna (Go to Him)   | Hot R&B/Hip-Hop Songs | 10                  |